# YafRay
YafRay (Yet Another Free Raytracer) és un raytracer lliure, sota llicència GNU LGPL, que fa servir un llenguatge de descripció d'escenes en XML. Recentment s'ha integrat al programa de modelat 3D Blender, i és utilitzat sovint per renderitzar les escenes creades amb Blender. Els principals desenvolupadors són Alejandro Conty Estévez i Alfredo de Greef.

## Principals Característiques
- Il·luminació global completa: YafRay pot il·luminar escenes per aquest sistema, emprant aproximacions Montecarlo i Quasimontecarlo.
- Il·luminació Skydome: Llum originari d'un cel emissor que causa ombres suaus a l'escena.
- Il·luminació HDRI: Aquest tipus d'il·luminació es basa en la informació continguda en una imatge HDR. Es pot utilitzar amb els dos tipus d'il·luminació descrits anteriorment.
- Caústiques: YafRay permet simular el comportament dels materials reflectors i transmissors de llum, com el cristall.
- DOF Real: Gràcies a aquest és possible reproduir en l'escena l'efecte d'enfocament que tindria una lent real, produint desenfocament als objectes més llunyans i propers del punt d'enfocament.
- Reflexions Borroses: Certs objectes produeixen una distorsió en la reflexió deguda a una superfície rugosa, aquest efecte pot ésser simulat pel programa.
- Altres característiques
  - Estructura modular
  - Integració en programes de modelació 3d emprant plug-in
  - Multiplataforma
  - Motor de render independent
  - Render distribuït i multifil